# 科馬爾諾區
47°45′45″N 18°7′52″E / 47.76250°N 18.13111°E

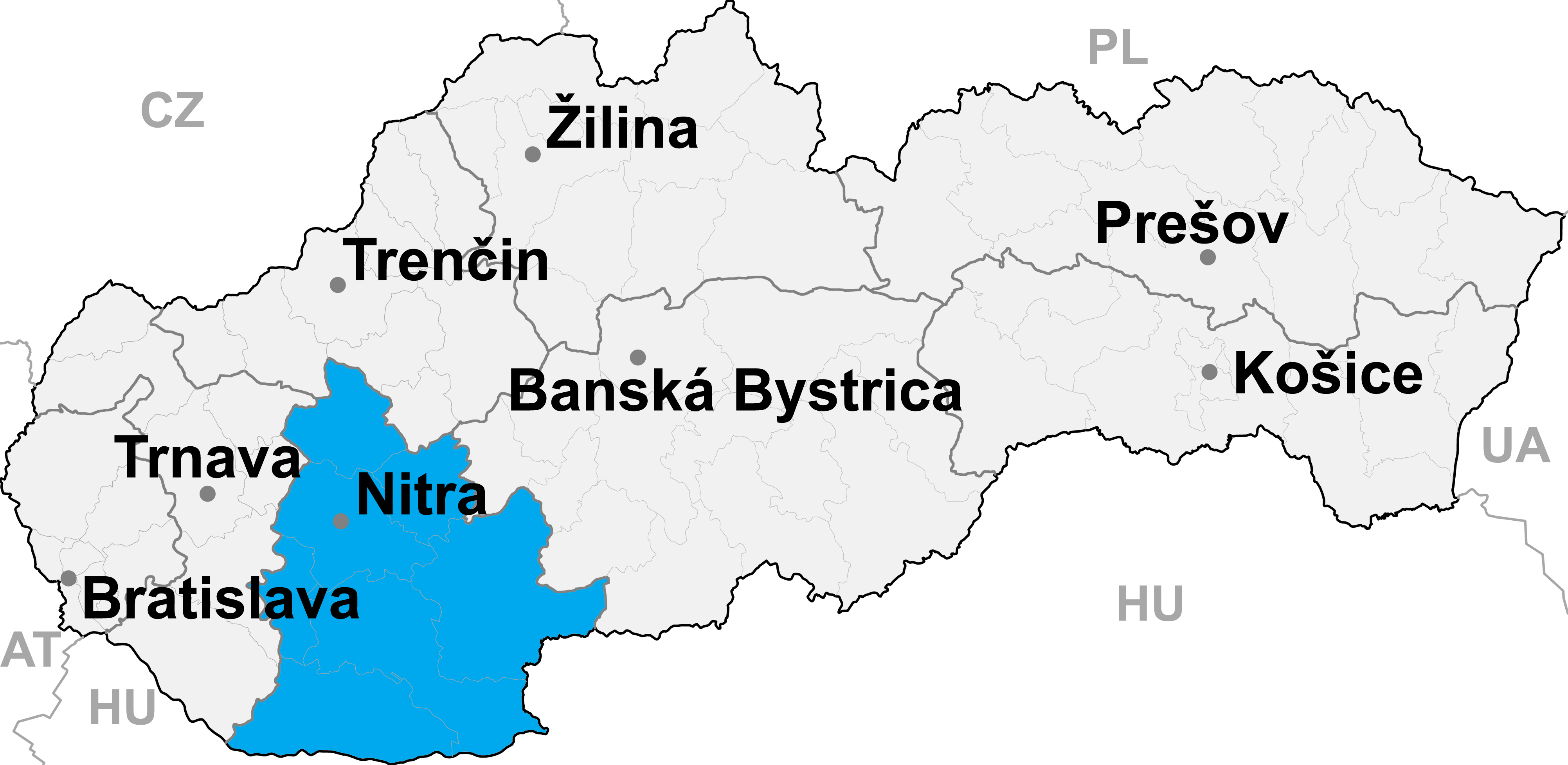

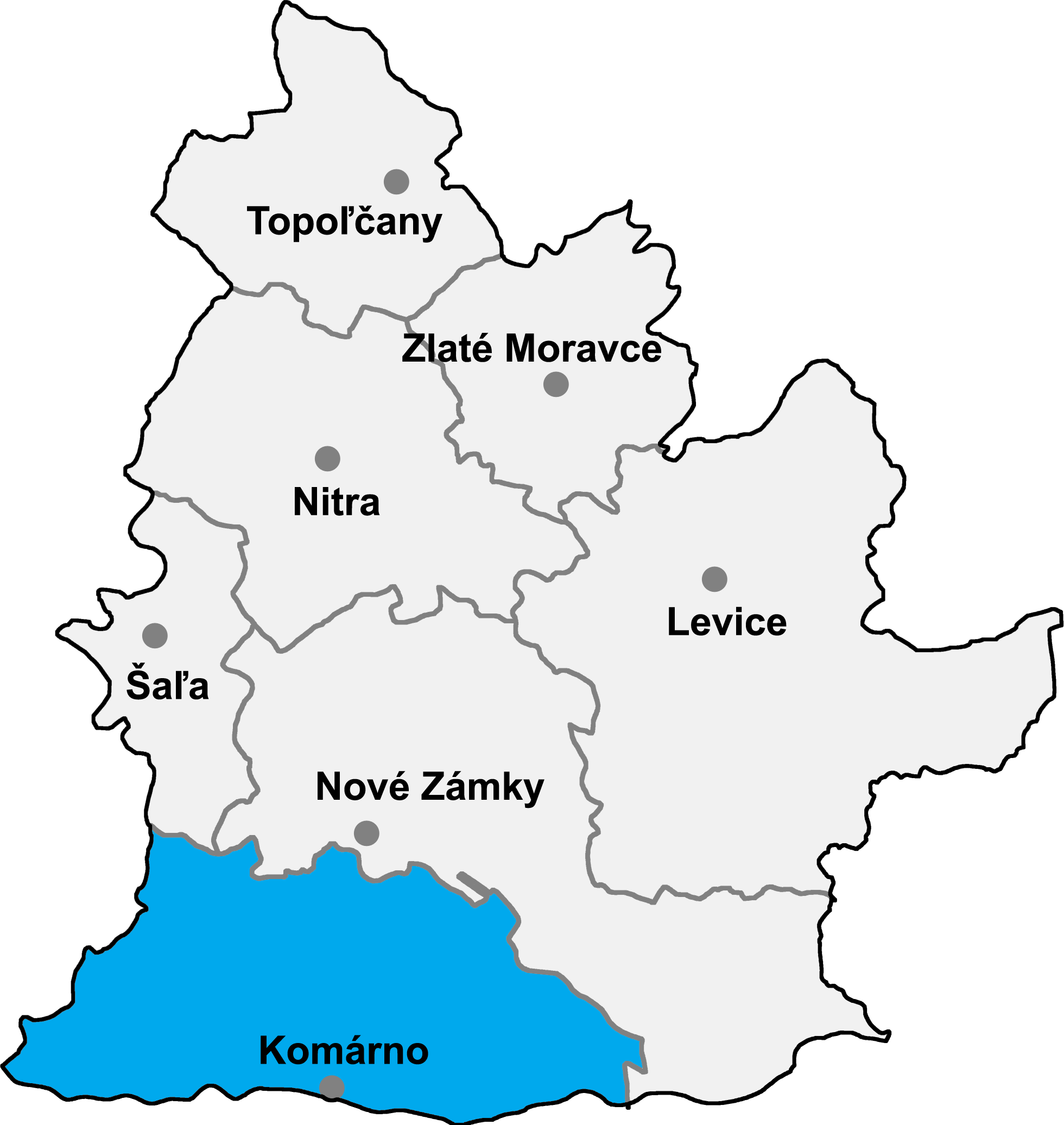

科馬爾諾區，是斯洛伐克的一個區，位於該國西南部，由尼特拉州負責管轄，面積1,100平方公里，2001年該區人口108,556，人口密度每平方公里99人。